# Open Your Heart (canção de Europe)
"Open Your Heart" é uma power ballad lançada pela banda de heavy metal sueca Europe. Foi lançada duas vezes, em 1984, como um single do álbum Wings of Tomorrow, e em 1988, como um single do álbum Out of This World. O videoclipe para o lançamento de 1988 foi dirigido por Jean Pellerin e Doug Freel e filmado em Londres, Inglaterra. A versão original de 1984 integrou a coletânea 1982-1992 da banda.
As letras são praticamente idênticas em ambas as versões, com exceção de um verso:
- 1984: "Oh girl, before I fall... Maybe the sun will continue to shine, maybe the rain will continue to fall, maybe you want to leave me behind, maybe  you'll change and give me a call."
- 1988: "Before we lose it all... Maybe the time has its own way of healing, maybe it dries the tears in your eyes, but never change the way that I'm feeling, only you can answer my cries."

## Pessoal

### Versão de 1984
- Joey Tempest − Vocalista, guitarra folk, teclados
- John Norum − guitarra
- John Levén − baixo elétrico
- Tony Reno − bateria

### Versão de 1988
- Joey Tempest − vocal
- Kee Marcello − guitarra
- John Levén − baixo
- Mic Michaeli − teclados
- Ian Haugland – bateria

## Posições nas paradas
| Parada       | Melhor posição |
| ------------ | -------------- |
| Suécia       | 2 (1984)       |
| Grã-Bretanha | 86 (1988)      |